# Korokoro
Le Korokoro est une forme de lutte liée à la danse Korokoro au Nigéria.